# Subdivisions administratives de Kiev
La ville de Kiev est divisée, depuis 2001, en 10 districts (raïons).

## Arrondissements

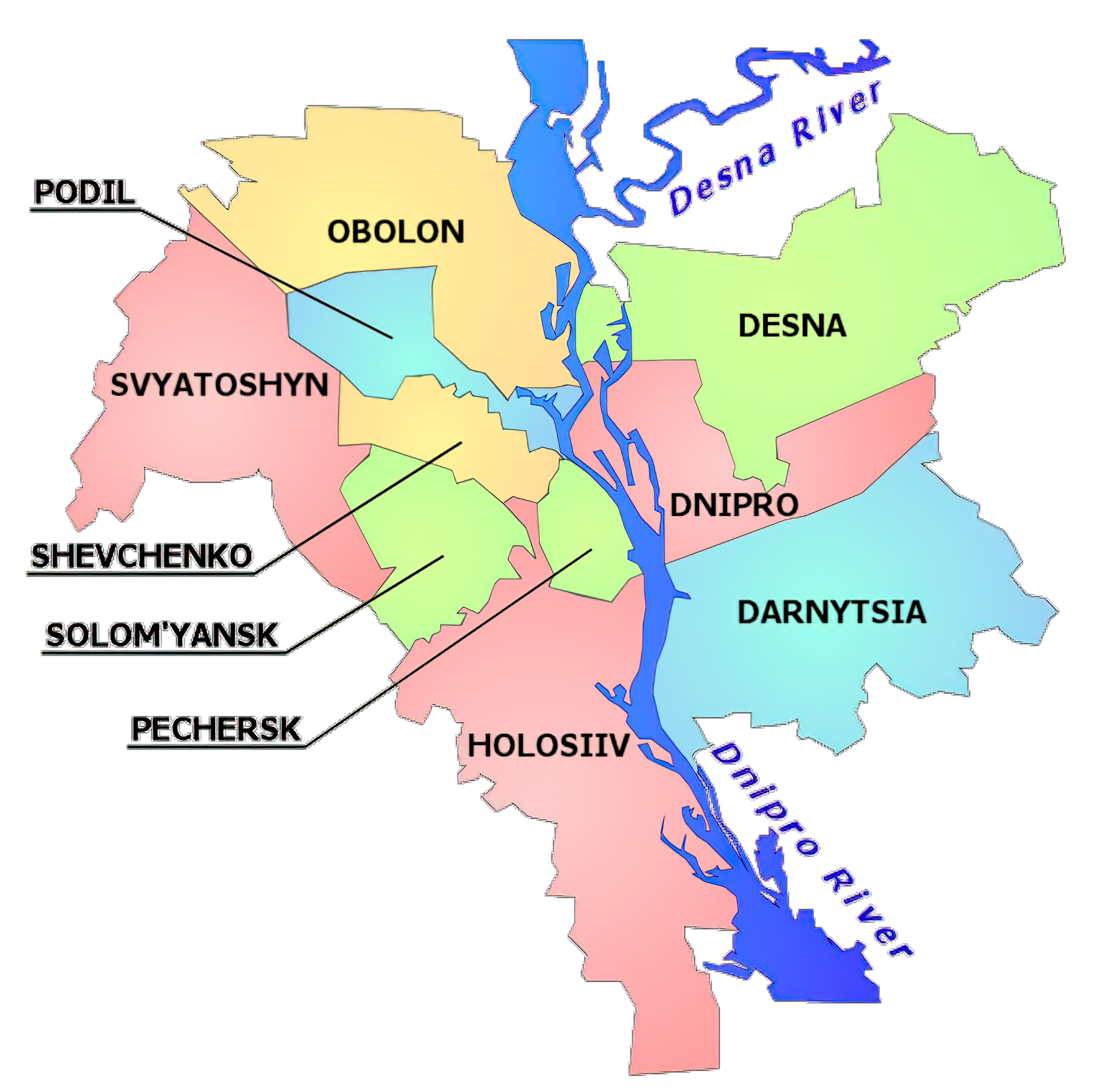
Les 10 arrondissements de Kyiv.

## Population et superficie
| Arrondissement   | hab/km² | hab     |
| ---------------- | ------- | ------- |
| La rive droite:  |         |         |
| Holossiïv        | 156     | 228 130 |
| Sviatochynskyï   | 110     | 326 421 |
| Solomianskyï     | 40      | 335 563 |
| Obolonskyï       | 110     | 311 173 |
| Podilskyï        | 34      | 185 609 |
| Petcherskyï      | 27      | 133 762 |
| Chevtchenkivskyï | 25      | 222 804 |
| La rive gauche:  |         |         |
| Darnytskyï       | 134     | 301 752 |
| Dniprovskyï      | 67      | 342 945 |
| Desnianskyï      | 148     | 351 193 |